# José Ribeiro Soares da Rocha
José Ribeiro Soares da Rocha (Província da Bahia,  — , ) foi um padre católico e político brasileiro. Era formado em direito pela Universidade de Coimbra.
Foi deputado provincial pela Província da Bahia na primeira legislatura, de 1826 a 1829, tendo tomado posse em 6 de maio de 1826; e, na segunda legislatura, de 1830 a 1833, tomando posse em 28 de abril de 1830. Foi também presidente da Câmara dos Deputados do Brasil, de 3 de julho a 3 de agosto de 1830.